# Doryrhamphus
Doryrhamphus is een geslacht van straalvinnige vissen uit de familie van zeenaalden en zeepaardjes (Syngnathidae). Het geslacht is voor het eerst wetenschappelijk beschreven in 1856 door Johann Jakob Kaup.

## Soorten
- Doryrhamphus aurolineatus Randall & Earle, 1994
- Doryrhamphus bicarinatus Dawson, 1981
- Doryrhamphus excisus Kaup, 1856
  - Doryrhamphus excisus abbreviatus Dawson, 1981
  - Doryrhamphus excisus excisus Kaup, 1856
  - Doryrhamphus excisus paulus Fritzsche, 1980
- Doryrhamphus janssi (Herald & Randall, 1972)
- Doryrhamphus japonicus Araga & Yoshino, 1975
- Doryrhamphus negrosensis Herre, 1934
  - Doryrhamphus negrosensis malus (Whitley, 1954)
  - Doryrhamphus negrosensis negrosensis Herre, 1934